# Chapman, Kansas
Chapman là một thành phố thuộc quận Dickinson, tiểu bang Kansas, Hoa Kỳ. Năm 2010, dân số của xã này là 1393 người.

## Dân số
Dân số các năm:
- Năm 2000: 1241 người
- Năm 2010: 1393 người